# 奧爾耶胡達

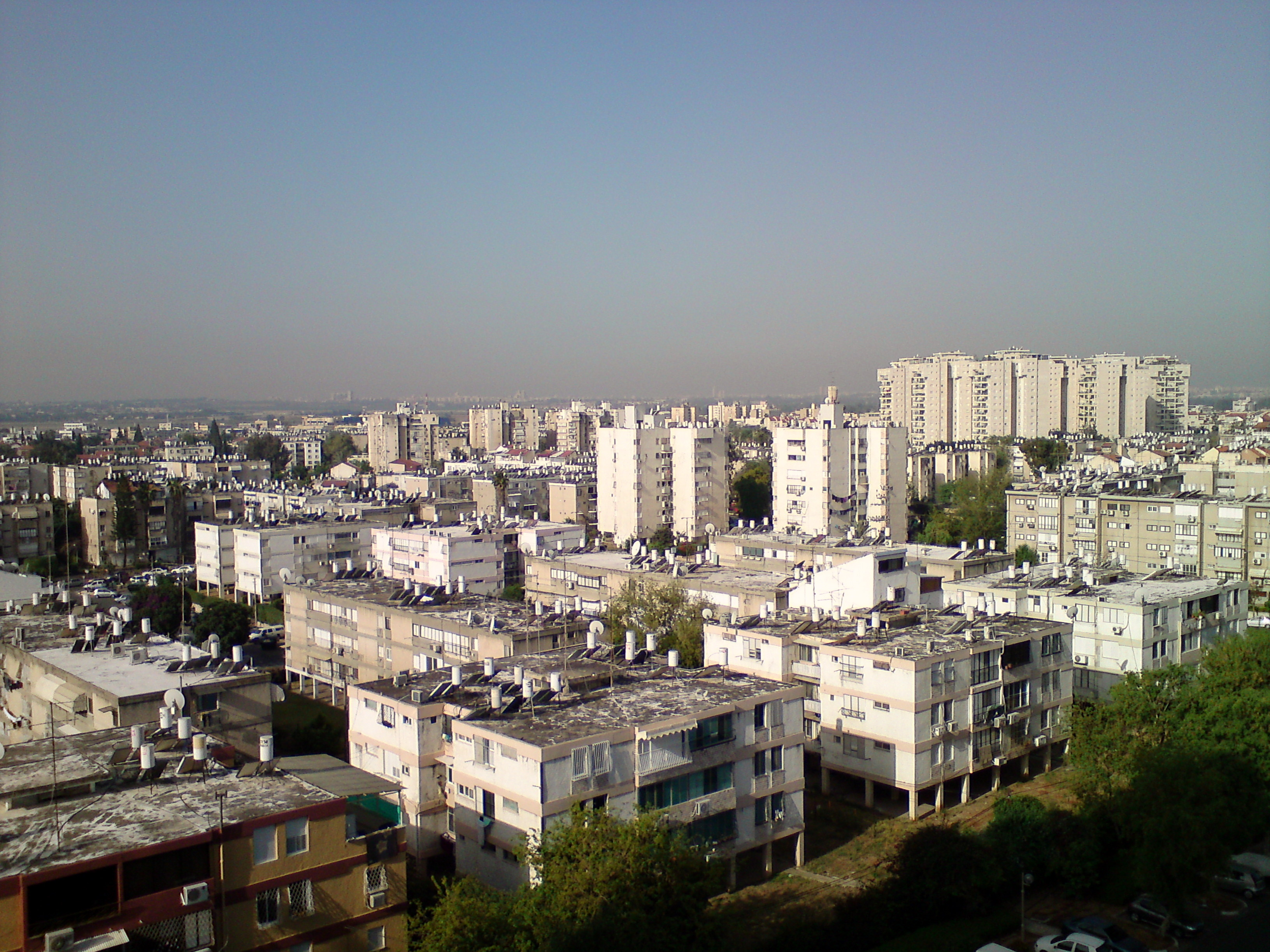
奧爾耶胡達

32°02′N 34°51′E / 32.033°N 34.850°E
奧爾耶胡達是以色列特拉維夫區的管轄城市之一。2016年，奧爾耶胡達有人口36,536人。在猶太古典著作中就已經提到過這裡。以色列獨立之後，猶太移民開始在這裡定居。1955年，奧爾耶胡達正式設鎮，並在1988年升格為城市。

## 外部連結
- 官方网站 （希伯来文）